# Révai József (piarista)
Révai József (1907-ig Rothsching József) (Csene, Tschene, Cenei, 1918-tól Romániában, 1887. február 17. – Kecskemét, 1967. január 30.) piarista tanár, író, a szegedi talpascserkészet létrehozója.

## Élete
A Torontál vármegyei Csenén, annak Szerbcsene nevű részében, de német családban született. (Családi nevét 1907-ben változtatta Rothschingról Révaira.) Apja, Rothsching János, jómódú gazda volt, anyja pedig Römer Erzsébet. Jól tanuló fiukat a Temesvári Piarista Gimnázium helyett a távolabbi Szeged piarista gimnáziumába küldték tanulni, mert úgy vélték, hogy ott jobban elsajátíthatja a magyar nyelvet. Eleinte egy szót sem értett magyarul, de egy év múlva már mindenből jó, majd kitűnő osztályzatokat kapott. Érettségi után, 1905-ben jelentkezett a piarista rendbe, ahol az egyéves váci noviciátus után a budapesti Kalazantinum növendékeként latin, német és görög szakos diplomát szerzett a budapesti egyetemen. Doktori disszertációjában, amelyet 1910-ben védett meg, szülőfaluja német nyelvjárását dolgozta föl. 1910-től alma materében, a szegedi piarista gimnáziumban tanított, majd az első világháború kezdetén, 1914-ben tábori lelkészi szolgálatra hívták be. A háború négy éve alatt szolgált Boszniában, Szerbiában, Dalmáciában, Tirolban, a szegedi katonakórházban (1917. december 22-étől 1918. április 22-éig), és végül Brassóban. Eközben több súlyos betegségen (tífusz, malária) is átesett.
Miután 1918. szeptember 1-jén leszerelt a katonaságtól, két évig a budapesti gimnáziumban tanított, majd 1920-ban Vácott lett házfőnök és gimnáziumi igazgató. Tisztségeiről 1925-ben lemondott, és ismét szeretett városába, Szegedre került, gimnáziumi tanárnak. A tanítás mellett azonban hamar aktív szereplőjévé vált a város társadalmi és kulturális életének. Legfőbb vállalkozása a külvárosi szegény fiúk fölkarolása volt. 1933-tól a 124. Sziráky cserkészcsapat keretében cserkészképzést szervezett számukra. A „talpasoknak” saját kertjük, játszóterük és cserkészotthonuk volt egy kiutalt barakklakásban, ahol minden délután ingyenkonyha várta őket, nyaranta pedig táborba vonultak. Mindennek anyagi alapjait Révai atya teremtette elő, szerteágazó lelkipásztori szolgálatai segítségével, és állandó kilincseléssel a város vezetőinél. Rendszeresen írt közérdekű kérdésekről a helyi újságokba (közben 1926-ban és 1928-ban például Juhász Gyulával is sajtóvitába keveredett). Az 1920-as évek végén és az 1930-as években nyaranta nagy utazásokat tett Európában és Magyarországon, amelyekről szintén tárcákat írt a szegedi lapokba.
A kommunista diktatúra erősödésével, 1945-től munkaterülete folyamatosan beszűkült. A talpas otthont 1944-ben bombatalálat érte, és 1946-tól a cserkészet is állandó támadások alatt állt. Az utolsó talpastábor 1948-ban volt. Ebben az évben államosították a szegedi gimnáziumot is. Révai József ekkor hivatalosan a székesegyház káplánja lett, de közben folytatta a tanyasi lelkipásztorkodást is, amelyet a háború után kezdett el, részben azért, hogy élelmiszert gyűjtsön a talpasok és a lecsúszó középosztály fiai számára. Utóbbiak számára 1946-tól rendszeres tízórairól gondoskodott, amelyet „agapénak” nevezett. Emellett 1945-ben részt vett a hadifoglyok lelki gondozásában, 1944/1945-ben ideiglenesen német nyelvészet tanított az egyetemen, 1949–1950-ben pedig görög nyelvet a püspöki kisszemináriumban (teológiai előkészítő iskola).
1950. június 10-én éjszaka a szegedi piarista rendház tagjaival együtt három hónapra a váci püspöki palotába deportálták, majd szeptemberben, az állam és egyház „megegyezését” követően Kecskemétre (a két meghagyott piarista rendház egyikébe) került. Kisegített a templomi gyóntatásban, a konviktus felügyeletében, a kerti munkákban és a gazdaságban, az érdeklődő diákokat pedig görögre tanította.
Utolsó éveiben önéletrajzi és szépirodalmi munkákkal is foglalkozott. 1948-tól kezdve írogatott ókori keresztény tárgyú színjátékokat (Santa Dorotea, Cassianus; Kínpad és színpad; Justinus philisophus et martyr; stb.) és regényeket (Az apostol és az útonálló; A kisded nyáj notariusa), amelyek azonban nyomtatásban nem jelentek meg. Még ennél is terjedelmesebbek önéletrajzi írásai. Nagyalakú füzetekben, idősödve egyre kuszább, olvashatatlanabb írással jegyezte le élete történetét, ismerőseiről, rendtársairól, tanítványairól, kortársairól és utazásairól megőrzött emlékeit és tapasztalatait, illetve öregkori kecskeméti élményeit, többnyire hosszabb-rövidebb esszészerű novellák formájában, különféle sorozatokba rendezve (Opus monstruosum; Egy világjáró atya megjárásai; Propria laus; Balfogások, ballépések, balsikerek; Csokréta; Újmisémtől aranymisémig; Fejek és fejfák; Fiú-fejek és maszkok; Piarista papság; Papi arcélek; Passiflora, legényrózsa, büdöske; Irodalmi anekdoták stb.). Ezek közül életében csupán néhány rövidebb írása kapott nyilvánosságot a Budapesten gépírással sokszorosított Piarista Évkönyvekben és emlékkönyvekben.
1967. január 30-án hunyt el Kecskeméten. Földi maradványait a városi új köztemetőben, a piaristák sírboltjába temették.

## Művei
- A csenei német nyelvjárás hangtana, Budapest, 1910.
- Útravaló a vakációra (Levelek az önnevelésről egy nagydiákhoz), I-II, Szeged, 1934–1935 (Szegedi Piarista Diákszövetség „Vademecum” füzetei, 1-2).
- A nagydiák szabadságharca, Szeged, 1936 (Szegedi Piarista Diákszövetség „Vademecum” füzetei, 3).
- Levelek a világnézetről, Szeged, 1937 (Szegedi Piarista Diákszövetség „Vademecum” füzetei, 4).
- A boldogság útja, Szeged, 1939 (Szegedi Piarista Diákszövetség „Vademecum” füzetei, 6).
- Emlékezzünk régiekről, in Balanyi György emlékkönyv, 1961 (gépelt kézirat, Piarista Rend Magyar Tartománya Központi Könyvtára).
- Polémiáim Juhász Gyulával, in Piarista Évkönyv 1962 (gépelt kézirat, Piarista Rend Magyar Tartománya Központi Könyvtára).
- A szegedi piarista könyvtár utolsó lustruma, in Piarista Évkönyv 1963 (gépelt kézirat, Piarista Rend Magyar Tartománya Központi Könyvtára).
- Emlékezés a szegedi talpascserkészetre (1933–1943), s. a. rend. Dósai Attila, in Piaristák Magyarországon 1642–1992: Rendtörténeti tanulmányok, s. a. rend. Holl Béla, Budapest, 1992, 236–294.
- A revolúciótól az evolúcióig (Visszaemlékezés 1918/1919-re), in A magyar piaristák és a Tanácsköztársaság, bev. Szakál Ádám, s. a. rend. Koltai András, Budapest, 2013 (Magyarország piarista múltjából, 7), 125-220.